# Anandpur Sāhib
Anandpur Sāhib är en ort i Indien.   Den ligger i distriktet Rupnagar och delstaten Punjab, i den norra delen av landet, 300 km norr om huvudstaden New Delhi. Anandpur Sāhib ligger 309 meter över havet och antalet invånare är 15 229.
Terrängen runt Anandpur Sāhib är platt åt sydväst, men åt nordost är den kuperad. Runt Anandpur Sāhib är det tätbefolkat, med 476 invånare per kvadratkilometer. Anandpur Sāhib är det största samhället i trakten. Trakten runt Anandpur Sāhib består till största delen av jordbruksmark.